# Kazé
A Kazé (korábban Kaze) egy francia székhelyű anime és manga kiadóvállalat, amelyet 1994-ben alapított Cédric Littardi.

## Története
A céget 1994-ben Párizsban alapította Cédric Littardi Kaze néven. Első kiadványuk a Lodoss tó szenki (Record of Lodoss War) VHS kazettája 1994-ben jelent meg. 2005-ben a Kaze Wasabi Records néven lemezkiadót alapított, ami többek között Cucsija Anna, a Puffy AmiYumi vagy a Scandal, illetve a cég által kiadott animék lemezeit jelenteti meg Európában fizikai és digitális formában. A vállalat a 2000-es évek második felétől egyre több egész estés animefilmet, élőszereplős filmet, televíziós és websorozatot kezdett el kiadni, köztük az Appleseed – A jövő harcosai című animefilmet, Astrópía című izlandi filmet vagy a Nerdz című francia websorozatot.
A cég 2007. március 28-án felvásárolta az Asuka mangakiadót a Soleil Productionstől, 2010 januárja óta az Asuka kizárólag jaoi mangákat jelentet meg, a cég korábban indított eltérő stílusú mangáit a Kaze folytatta. Szintén 2007-ben a vállalat kzplay néven elindította a Video on Demand szolgáltatását, egyben az első francia „simulcast” weboldalt, amelyet 2009 júliusában KZTV (KaZe TV) néven követett a cég első televíziócsatornája, amin a japán animék mellett koreai doramákat is sugároznak.
A céget 2009. augusztus 28-án a német Anime Virtual kiadóval karöltve felvásárolta a Shogakukan, Shueisha és a Shogakukan–Shueisha Productions, a két cég a Viz Media Europe leányvállalata lett. 2009-ben az Anime Virtual nevét Kazé Deutschlandra, míg 2010-ben a Kaze nevét Kazéra cserélték. 2011 áprilisában az Anime News Network, a Beez Entertainment, a Manga Entertainment és az MVM Films cégekkel közösen elindították az Anime on Demand VOD szolgáltatást.
Cédric Littardi, a cég alapítója és elnöke 18 év után, 2012. május 16-án kilépett a cégtől, helyére a Viz Media Europe elnöke Narita Hjoe állt.

### Botrányok
A céget számos kritika érte Olaszországban, mivel a korábban alkalmazott olasz szinkronstúdiók helyett egy Wantake nevű francia céget bíztak meg a 2012-ben megjelent Black Lagoon: Roberta’s Blood Trail OVA-sorozat, illetve a Mardock Scramble és a Hosi o ou kodomo animefilmek szinkronmunkálataival. A Wantake olasz-francia állampolgárságú amatőr szinkronszínészekkel dolgozott, de a vásárlók a gyenge minőségű szinkron mellett a félrefordított DVD-menük miatt is elégedetlenek voltak. Az olasz vásárlók a Kazé Twitter-, illetve Facebook-oldalán számos negatív véleményt tettek közzé, amelyre a cég válaszul bejelentette, hogy vizsgálatot indítottak a vásárlói elégedetlenségek kivizsgálására. A kiadó később elnézést kért, később megjelent termékeiket már nem érte kritika ezen téren.

## A cég kiadványai

### Animék, filmek
| - 20-szeiki sónen (élőszereplős filmek) - 3×3 Eyes - 5 Centimeters Per Second - Á Megami-szama - A.D. Police - Action Manga - Air Gear - Alps no sódzso Heidi - Alexander szenki - Angelic Layer - Angyalok menedéke - Anime Story - Aoi bungaku - Ao no Exorcist - Appleseed - Aquarian Age: Sign for Evolution - Argento Szóma - Aria - Armitage III - Astrópía - Aszu no joicsi - Ayakashi - Azumanga daioh - Babel II - Bakuman - Bakurecu Hunter - Beck - Beelzebub - Black Cat - Black Lagoon - Bleach - Blue Dragon - Bobobo-bo Bo-bobo - Brave Story - Buddha 2 - Buszó Renkin - Cagliostro vára - Canaan - Chobits - City Hunter - Clamp in Wonderland - Claymore - Cobra - Code Geass - Colorful - Conan, a detektív - Cosmo Warrior Zero - Coyote Ragtime Show - Cukihime - DearS - Death Note – A halállista - Death Note – Az utolsó név - Death Note – L örökösei - DNA² - Dororo - Dr. Slump | - Dzsúni kokuki - E’s Otherwise - El cazador de la bruja - El-Hazard - Elemental Gelade - Elfen Lied - Ellcia - Az elsüllyedt világok - Eureka Seven: Good Night, Sleep Tight, Young Lovers - Eyeshield 21 - Fate/stay night - Final Fantasy: Unlimited - Flander’s Company - Freedom Project - Furuszato Japan - Fusigi no umi no Nadia - Futari eccsi - Gate Keepers - Genma taiszen - Gensiken - Genszómaden szaijúki: Requiem - GetBackers - Ghost Hound – Szellemvadászok - Gilgamesh - Gin-iro no kami no Agito - Gravitation - Great Teacher Onizuka - Guilty Crown - Gun Frontier - Gunslinger Girl - Green Legend Ran - Groove Adventure Rave - Hacukoi gentei - Hadasi no Gen - Halo 4: Forward Unto Dawn - The Hakkenden - Higasi no Eden - Highlander: The Search for Vengeance - Hjakka rjóran Samurai Girls - Hokuto no ken - Hosi o ou kodomo - Hosi no koe - I"s - Ibara no ó - Icudatte My Santa - Icsigo 100% - Az idő fölött járó lány - Ikigami - Ikkitószen - Initial D - Interlude - Interstella 5555 - InuYasha - Iria: Zeiram the Animation - Isso ni Sleeping - Isso ni Training - Joroiden szamuráj Troopers - Júgen gaisa | - Kappa no Coo to nacujaszumi - Kara no kjókai - Kiba - Kilari - Kimagure Orange Road - Kino no Tabi - Kisin heidan - Kjósoku szókó Guyver - K-On! - Kore ga vatasi no gosudzsin-szama - Kuragehime - Kure-nai - Labyrinth of Flames - Le Chevalier d’Éon - Le Portrait de Petit Cossette - Lodoss tó szenki - Magic Knight Rayearth - Magi: The Labyrinth of Magic - Mahó no Princess Minky Momo - Mahó szenszei negima! - Mahoromatic - Mai Mai Miracle - Makai tensó: Dzsigoku-hen - Maó Dante - Mardock Scramble - Mavaru Penguindrum - Mezzo DSA - Mirai nikki - Moejo ken - Mojasimon (élőszereplős) - Moldiver - Monster - Murder Princess - Musashi Gundoh - Nabari no ó - Nana - Negima!? - Nerdz - Nidzsú menszó no muszume - Nihi no joki madzso - Ningen kószaten - Ningjo Series - Ninja Scroll - Nisi no joki madzso - Noob - Ó dorobó Jing - Ókami kodomo no Ame to Juki - Okane ga nai - One Piece (OVA-k) - Oniiszama e… - Ouran High School Host Club - Overman King Gainer - Pandora Hearts - Panyo Panyo Di Gi Charat - Parasite Dolls - Patlabor (OVA-k) - Persona 4: The Animation | - Piano no mori - Planzet - Pokoli lány - Popetown - Princess Princess - Professor Layton - Redline - Ródzsin Z - Rozen Maiden - Rumic Theater - Sakura háborúja - Samurai Gun - Shangri-La - Shadow Skill - Shining Tears X Wind - Shinobi - Siki - Simocuma monogatari - Sódzso kakumei Utena - Soul Eater - Space Symphony Maetel - Street Fighter II - Street Fury - Submarine Super 99 - Sugar Sugar Rune - Summer Wars - Sura no mon - Switch Girl - Szakigake!! Cromartie kókó - Szakuran - A szavak kertje - Szekai-icsi hacukoi - Szengoku Basara - Szentjánosbogarak sírja - Szeton dóbucuki kuma no ko Jacky - Szuzumija Haruhi no júucu - Taijó no ko Esteban - Tekken – Vérbosszú - Tencsi mujó! - Tendzsó tenge - Tiger & Bunny - Tokió madzsin - Tokió Marble Chocolate - Toriko - Tsubasa: Reservoir Chronicle - Un-Go - Uruszei Jacura 2: Beautiful Dreamer - Utavarerumono - Vampire Hunter D - Vampire Knight - Worcruft Apocalysme - X - X-Bomber - xxxHolic - Zettai sónen - Zombie-Loan |

### Mangák, manhuák és manhvák
|  | A sárgával jelölt mangák, manhuák vagy manhvák forgalmazása megszűnt. |

| Adatok                                           | Adatok                             | Eredeti kiadás        | Eredeti kiadás | Eredeti kiadás | Eredeti kiadás | Francia kiadás | Francia kiadás | Francia kiadás | Francia kiadás |
| Cím                                              | Író(k)/rajzoló(k)                  | Kiadó                 | Év             | Kötet          | Állapot        | Kiadó          | Év             | Kötet          | Állapot        |
| ------------------------------------------------ | ---------------------------------- | --------------------- | -------------- | -------------- | -------------- | -------------- | -------------- | -------------- | -------------- |
| 07-Ghost                                         | Icsihara Jukino Amemija Juki       | Ichijinsha            | 2005           | 17             | Folyamatban    | Shonen Kazé    | 2010           | 11             | Folyamatban    |
| 24 dzsikan eigjócsú                              | Tennódzsi Mio                      | Libre Shuppan         | 2009           | 1              | Befejezve      | Boy’s Love     | 2011           | 1              | Befejezve      |
| 2 dome no koi va uszocuki                        | Hata Akimi                         | Shogakukan            | 2010           | 5              | Befejezve      | Shojo Kazé     | 2013           | 4              | Folyamatban    |
| 7-nin no Shakespeare                             | Harold Sakuishi                    | Shogakukan            | 2010           | 6              | Folyamatban    | Seinen Kazé    | 2012           | 6              | Folyamatban    |
| Agenda Scolaire 2012-13                          | Dódzsinsi művészek                 | Libre Publishing      |                |                |                | Boy’s Love     | 2012           | 1              | Befejezve      |
| Ai no dzsikan                                    | Jamadzsi Ebine                     | Shodensha             | 2008           | 1              | Befejezve      | Shojo Asuka    | 2009           | 1              | Befejezve      |
| Amacuki                                          | Takayaja Sinobu                    | Ichijinsha            | 2005           | 17             | Folyamatban    | Shonen Up!     | 2011           | 9              | Folyamatban    |
| Ao no Exorcist                                   | Kazue Kató                         | Shueisha              | 2009           | 12             | Folyamatban    | Shonen Up!     | 2010           | 12             | Folyamatban    |
| Aoi hana                                         | Simura Takako                      | Ohta Shuppan          | 2004           | 8              | Befejezve      | Shojo Asuka    | 2009           | 6              | Folyamatban    |
| Aszu no joicsi!                                  | Minamoto Jú                        | Akita Shoten          | 2006           | 15             | Befejezve      | Shonen Kazé    | 2009           | 15             | Befejezve      |
| Beelzebub                                        | Tamura Rjúhei                      | Shueisha              | 2009           | 26             | Folyamatban    | Shonen Kazé    | 2011           | 19             | Folyamatban    |
| Beelzebub maó gaiden                             | Tamura Rjúhei                      | Shueisha              | 2011           | 1              | Befejezve      | Shonen Kazé    | 2012           | 1              | Befejezve      |
| Beyblade: Metal Fusion                           | Adacsi Takafumi                    | Shogakukan            | 2008           | 11             | Befejezve      | Kids           | 2012           | 11             | Befejezve      |
| Beyblade: Shogun Steel                           | Adacsi Takafumi                    | Shogakukan            | 2012           | 2              | Folyamatban    | Kids           | 2013           | 2              | Folyamatban    |
| Binbó szakka no itosii: Kjó va umaku varaenai    | Szugihara Csako                    | Libre Shuppan         | 2010           | 1              | Befejezve      | Boy’s Love     | 2012           | 1              | Befejezve      |
| Biorg Trinity                                    | Oh! great Maidzsó Ótaró            | Shueisha              | 2010           | 3              | Folyamatban    | Shonen Up!     | 2014           | 2              | Folyamatban    |
| Black Jack                                       | Tezuka Oszamu                      | Akita Shoten          | 1987           | 17             | Befejezve      | Classic        | 2008           | 10             | Folyamatban    |
| Black Lagoon                                     | Hiroe Rei                          | Shogakukan            | 2002           | 9              | Folyamatban    | Shonen Up!     | 2010           | 9              | Folyamatban    |
| Blue                                             | Csiba Kozue                        | Shogakukan            | 2009           | 8              | Befejezve      | Shojo Kazé     | 2012           | 8              | Befejezve      |
| Boku ni natta vatasi                             | Simaki Ako                         | Shogakukan            | 2005           | 5              | Befejezve      | Shojo Asuka    | 2008           | 5              | Befejezve      |
| Boku va Kiss de uszo vo cuku                     | Tóma Rei                           | Shogakukan            | 2008           | 2              | Befejezve      | Shojo Kazé     | 2012           | 2              | Befejezve      |
| Bokura no                                        | Kitó Mohiro                        | Shogakukan            | 2004           | 11             | Befejezve      | Seinen Asuka   | 2008           | 11             | Befejezve      |
| Bukijó na Silent                                 | Hinako Takanaga                    | Libre Shuppan         | 2004           | 4              | Folyamatban    | Boy’s Love     | 2010           | 4              | Folyamatban    |
| Bus hasiru                                       | Szahara Mizu                       | Shinchosha            | 2005           | 1              | Befejezve      | Seinen Kazé    | 2011           | 1              | Befejezve      |
| Chopperman                                       | Takei Hirofumi Oda Eiicsiró        | Shueisha              | 2010           | 5              | Folyamatban    | Kids           | 2012           | 5              | Folyamatban    |
| Chopperman: Juke juke! Minna no Chopper-szenszei | Takei Hirofumi Oda Eiicsiró        | Shueisha              | 2012           | 1              | Befejezve      | Kids           | 2012           | 1              | Befejezve      |
| Cloth Road                                       | Okama Kurata Hidejuki              | Shueisha              | 2004           | 11             | Befejezve      | Shonen Up!     | 2010           | 11             | Befejezve      |
| Color                                            | Eiki Eiki Zaó Taisi                | Shogakukan            | 1999           | 1              | Befejezve      | Boy’s Love     | 2012           | 1              | Befejezve      |
| Cosplay keidzsi                                  | Dómoto Nao                         | Shogakukan            | 2009           | 6              | Befejezve      | Shojo Kazé     | 2011           | 6              | Befejezve      |
| Crimson Spell                                    | Ajano Jamane                       | Tokuma Shoten         | 2006           | 5              | Folyamatban    | Boy’s Love     | 2012           | 5              | Folyamatban    |
| Cuioku                                           | Ojamada Ami                        | Libre Shuppan         | 2010           | 1              | Befejezve      | Boy’s Love     | 2012           | 1              | Befejezve      |
| Cyber Blue                                       | Hara Tecuo Micui Rjúicsi           | Tokuma Shoten         | 1989           | 3              | Befejezve      | Shonen Kazé    | 2012           | 3              | Befejezve      |
| D, a vámpírvadász                                | Takaki Szaiko Kikucci Hidejuki     | Media Factory         | 2007           | 7              | Folyamatban    | Seinen Kazé    | 2009           | 7              | Folyamatban    |
| Danball szenki                                   | Fudzsi Hideaki                     | Shogakukan            | 2011           | 6              | Befejezve      | Kids           | 2013           | 3              | Folyamatban    |
| Dear Myself                                      | Eiki Eiki                          | Shinshokan            | 1998           | 1              | Befejezve      | Boy’s Love     | 2008           | 1              | Befejezve      |
| Dengeki Daisy                                    | Motomi Kjószuke                    | Shogakukan            | 2007           | 16             | Befejezve      | Shojo Kazé     | 2010           | 15             | Folyamatban    |
| Devil May Cry 3                                  | Csajamacsi Szugoro                 | Media Factory         | 2005           | 2              | Befejezve      | Shonen Game    | 2012           | 2              | Befejezve      |
| Diamond Head                                     | Mizusiro Szetona                   | Shogakukan            | 2001           | 5              | Befejezve      | Shojo Asuka    | 2007           | 5              | Befejezve      |
| Dolls                                            | Naked Ape                          | Ichijinsha            | 2005           | 12             | Befejezve      | Seinen Kazé    | 2011           | 10             | Folyamatban    |
| Doubt!!                                          | Izumi Kanejosi                     | Shogakukan            | 2000           | 6              | Befejezve      | Shojo Kazé     | 2009           | 6              | Befejezve      |
| Dramatic Maestro                                 | Szagami Vaka                       | Libre Shuppan         | 2008           | 3              | Befejezve      | Boy’s Love     | 2013           | 3              | Befejezve      |
| Dr. Dmat: Gareki no sita no Hippocrates          | Kikucsi Akio Takano Hirosi         | Shueisha              | 2010           | 6              | Folyamatban    | Seinen Kazé    | 2013           | 3              | Folyamatban    |
| Dzsiszacu sima                                   | Mori Kódzsi                        | Hakusensha            | 2009           | 10             | Folyamatban    | Seinen Kazé    | 2011           | 8              | Folyamatban    |
| Dzsoó no hana                                    | Izumi Kanejosi                     | Shogakukan            | 2008           | 9              | Folyamatban    | Shojo Kazé     | 2013           | 7              |                |
| Dzsundzsó Romantica                              | Nakamura Singiku                   | Kadokawa Shoten       | 2002           | 17             | Folyamatban    | Boy’s Love     | 2011           | 14             | Folyamatban    |
| Eden no Trill                                    | Fudzsita Maki                      | Akita Shoten          | 2007           | 8              | Befejezve      | Shojo Kazé     | 2009           | 8              | Befejezve      |
| Egoistic Blue                                    | Tennódzsi Mio                      | Libre Shuppan         | 2012           | 1              | Befejezve      | Boy’s Love     | 2012           | 1              | Befejezve      |
| Electric Hands                                   | Zaó Taisi                          | Shinshokan            | 1998           | 1              | Befejezve      | Boy’s Love     | 2011           | 1              | Befejezve      |
| Embalming: The Another Tale of Frankenstein      | Vacuki Nobuhiro                    | Shueisha              | 2008           | 8              | Folyamatban    | Shonen Up!     | 2010           | 7              | Folyamatban    |
| Enigma                                           | Szakaki Kendzsi                    | Shueisha              | 2010           | 7              | Befejezve      | Shonen Kazé    | 2012           | 7              | Befejezve      |
| Family Complex                                   | Cuda Mikijo                        | Shinshokan            | 2000           | 1              | Befejezve      | Shojo Kazé     | 2010           | 1              | Befejezve      |
| Finder no hjóteki                                | Jamane Ajano                       | Libre Shuppan         | 2001           | 7              | Folyamatban    | Boy’s Love     | 2010           | 7              | Folyamatban    |
| Fool on the Rock                                 | Tamaki Csihiro                     | Shonen Gahosha        | 2008           | 4              | Befejezve      | Shonen Kazé    | 2009           | 4              | Befejezve      |
| Freesia                                          | Macumoto Dzsiró                    | Shogakukan            | 2003           | 12             | Befejezve      | Seinen Kazé    | 2010           | 12             | Befejezve      |
| Fullmoon                                         | Siozava Takatosi                   | Square Enix           | 2007           | 4              | Befejezve      | Shonen Kazé    | 2011           | 4              | Befejezve      |
| Gate 7                                           | Clamp                              | Shueisha              | 2010           | 4              | Folyamatban    | Shonen Up!     | 2011           | 4              | Folyamatban    |
| Gekka bidzsin                                    | Endó Tacuja                        | Shueisha              | 2010           | 5              | Befejezve      | Shonen Up!     | 2012           | 5              | Befejezve      |
| Gekkó dzsórei                                    | Fudzsita Kazuhiró                  | Shogakukan            | 2008           | 29             | Folyamatban    | Shonen Up!     | 2010           | 10             | Folyamatban    |
| Drug & Drop                                      | Clamp                              | Kadokawa Shoten       | 2011           | 2              | Folyamatban    | Shonen Up!     | 2012           | 2              | Folyamatban    |
| Guin Saga                                        | Szavada Hadzsime Kurimoto Kaoru    | Jive                  | 2007           | 6              | Befejezve      | Seinen Kazé    | 2009           | 6              | Befejezve      |
| Gunslinger Girl                                  | Aida Jú                            | ASCII Media Works     | 2002           | 15             | Befejezve      | Seinen Kazé    | 2005           | 15             | Befejezve      |
| Hacukoi gentei                                   | Kavasita Mizuki                    | Shueisha              | 2008           | 4              | Befejezve      | Shonen Kazé    | 2011           | 4              | Befejezve      |
| Haikjú!!                                         | Furudate Haruicsi                  | Shueisha              | 2012           | 9              | Folyamatban    | Shonen Kazé    | 2009           | 3              | Folyamatban    |
| Happy Marriage!?                                 | Endzsódzsi Maki                    | Shogakukan            | 2009           | 10             | Befejezve      | Shojo Kazé     | 2010           | 10             | Befejezve      |
| His Favorite                                     | Tanaka Szuzuki                     | Libre Shuppan         | 2008           | 6              | Folyamatban    | Boy’s Love     | 2012           | 6              | Folyamatban    |
| Hitomi no dokuszenjoku                           | Naruszaka Rin                      | Libre Shuppan         | 2010           | 1              | Befejezve      | Boy’s Love     | 2013           | 1              | Befejezve      |
| Hókago hokensicu                                 | Mizusiro Szetona                   | Akita Shoten          | 2005           | 10             | Befejezve      | Shojo Asuka    | 2006           | 10             | Befejezve      |
| Hokuto no ken                                    | Hara Tecuo Buronszon               | Shueisha              | 1984           | 27             | Befejezve      | Shonen Kazé    | 2008           | 26             | Befejezve      |
| Hokuto no ken: Juria gaiden – Dzsibo no hosi     | Kaszai Ajumi                       | Shogakukan            | 2007           | 1              | Befejezve      | Shonen Asuka   | 2009           | 1              | Befejezve      |
| Hosi o ou kodomo                                 | Hidaka Aszahi Sinkai Makoto        | Media Factory         | 2011           | 2              | Befejezve      | Kaze – Shonen  | 2012           | 2              | Befejezve      |
| Ikigami                                          | Masze Motoró                       | Shogakukan            | 2005           | 10             | Befejezve      | Seinen Kazé    | 2009           | 10             | Befejezve      |
| Ikoku irokoi romantan                            | Ajano Jamane                       | Core Magazine         | 2003           | 1              | Befejezve      | Boy’s Love     | 2012           | 1              | Befejezve      |
| Initial D                                        | Sigeno Súicsi                      | Kodansha              | 1995           | 48             | Befejezve      | Shonen Kazé    | 2009           | 25             | Folyamatban    |
| Japon 1 an après – 8 regards sur le drame        | Kacura Takada                      |                       |                |                |                | Seinen Kazé    | 2012           | 1              | Befejezve      |
| Jungle taitei                                    | Tezuka Oszamu                      | Kodansha              | 1951           | 3              | Befejezve      | Kids           | 2010           | 3              | Befejezve      |
| Kagakusicu e dózo                                | Hondzsó Rie                        | Libre Shuppan         | 2003           | 3              | Befejezve      | Boy’s Love     | 2010           | 2              | Folyamatban    |
| Kakumei no hi                                    | Cuda Mikijo                        | Shinshokan            | 1999           | 2              | Befejezve      | Shojo Kazé     | 2010           | 2              | Befejezve      |
| Kamiszama no ude no naka                         | Jonezó Nekota                      | Libre Shuppan         | 2004           | 4              | Folyamatban    | Seinen Kazé    | 2011           | 4              | Folyamatban    |
| Karakuri dódzsi Ultimo                           | Takei Hirojuki Stan Lee            | Shueisha              | 2009           | 10             | Folyamatban    | Shonen Up!     | 2010           | 10             | Folyamatban    |
| Kimi ni szaszajaku mirai                         | Naono Bohra                        | Libre Shuppan         | 2005           | 1              | Befejezve      | Boy’s Love     | 2011           | 1              | Befejezve      |
| Koi no Kaori                                     | Takemija Dzsin                     | Ichijinsha            | 2012           | 1              | Befejezve      | Boy’s Love     | 2013           | 1              | Befejezve      |
| Gekkó dzsórei                                    | Szuzuki Cuta                       | Libre Shuppan         | 2005           | 7              | Befejezve      | Boy’s Love     | 2010           | 7              | Befejezve      |
| Jannaccsaukurai aisiteru Maximum!                | Takakura Rov                       | Enterbrain            | 2007           | 1              | Befejezve      | Boy’s Love     | 2009           | 1              | Befejezve      |
| Joru Café                                        | Takemija Dzsin                     | Shogakukan            | 2008           | 3              | Befejezve      | Shojo Kazé     | 2014           | 2              | Folyamatban    |
| Kjúszo va Cheese no jume o miru                  | Mizushiro Szetona                  | Shogakukan            | 2006           | 1              | Befejezve      | Boy’s Love     | 2009           | 1              | Befejezve      |
| Kjóicsi                                          | Masze Motoró                       | Shogakukan            | 2008           | 1              | Befejezve      | Shonen Kazé    | 2012           | 1              | Befejezve      |
| Kjókai no Rinne                                  | Takahasi Rumiko                    | Shogakukan            | 2009           | 20             | Folyamatban    | Shonen Up!     | 2010           | 13             | Folyamatban    |
| Kjósi mo iroiro aru vake de                      | Jamato Nasze                       | Libre Shuppan         | 2008           | 4              | Befejezve      | Boy’s Love     | 2010           | 4              | Befejezve      |
| K-On!                                            | Kakifly                            | Hobunsha              | 2010           | 6              | Befejezve      | Shonen Kazé    | 2011           | 4              | Folyamatban    |
| Kure-nai                                         | Jamamoto Jamato Katayama Kentaró   | Shueisha              | 2007           | 10             | Befejezve      | Shonen Up!     | 2010           | 10             | Befejezve      |
| Kuro bara Alice                                  | Mizusiro Szetona                   | Akita Shoten          | 2008           | 6              | Folyamatban    | Shojo Kazé     | 2009           | 6              | Folyamatban    |
| Kuroko no Basket                                 | Fudzsimaki Tadatosi                | Shueisha              | 2009           | 27             | Folyamatban    | Shonen Kazé    | 2012           | 15             | Folyamatban    |
| Layton Kjódzsu to jukai na dzsiken               | Szakura Naoki Level-5              | Shogakukan            | 2008           | 4              | Befejezve      | Kids           | 2011           | 4              | Befejezve      |
| Level E                                          | Togasi Josihiro                    | Shueisha              | 1995           | 3              | Befejezve      | Shonen Up!     | 2012           | 3              | Befejezve      |
| Lover’s Doll                                     | Misima Kazuhiko                    | Libre Shuppan         | 2008           | 1              | Befejezve      | Boy’s Love     | 2011           | 1              | Befejezve      |
| Luck Stealer                                     | Kazu Hadzsime                      | Shueisha              | 2008           | 10             | Befejezve      | Shonen Up!     | 2010           | 10             | Befejezve      |
| Maniac ni aisite                                 | Higashino Dzsó                     | Libre Publishing      | 2006           | 3              | Befejezve      | Boy’s Love     | 2012           | 3              | Befejezve      |
| Men’s kó                                         | Izumi Kanejosi                     | Shogakukan            | 2007           | 8              | Befejezve      | Shojo Kazé     | 2010           | 8              | Befejezve      |
| Micsizure Policy                                 | Kitagami Ren                       | Libre Shuppan         | 2008           | 1              | Befejezve      | Boy’s Love     | 2011           | 1              | Befejezve      |
| Mikkoku                                          | Fudzsi Tamaki                      | Shinshokan            | 2006           | 1              | Befejezve      | Boy’s Love     | 2011           | 1              | Befejezve      |
| Mondlicht: Cuki no cubasza                       | Vacsi Maszaki Tacsibana Jú         | Jive                  | 2007           | 5              | Befejezve      | Shonen Kazé    | 2012           | 5              | Befejezve      |
| Monster Hunter: Szenkó no kariudo                | Hikami Keiicsi Jamamato Sin        | Enterbrain            | 2011           | 6              | Folyamatban    | Shonen Game    | 2013           | 6              | Folyamatban    |
| Mucsa kucsa daiszuki                             | Simaki Ako                         | Shogakukan            | 2001           | 4              | Befejezve      | Shojo Asuka    | 2007           | 4              | Befejezve      |
| Muse gakuen de aou                               | Makoto Tateno                      | Libre Shuppan         | 2007           | 4              | Befejezve      | Boy’s Love     | 2010           | 4              | Befejezve      |
| My Girl                                          | Szahara Mizu                       | Shinchosha            | 2007           | 5              | Befejezve      | Seinen Kazé    | 2010           | 5              | Befejezve      |
| Nabari no ó                                      | Kamatani Júki                      | Square Enix           | 2004           | 14             | Befejezve      | Shonen Kazé    | 2009           | 14             | Befejezve      |
| Nee, szenszei?                                   | Szakuragi Jaja                     | Libre Shuppan         | 2007           | 1              | Befejezve      | Boy’s Love     | 2011           | 1              | Befejezve      |
| Negai kanaeba                                    | Mike Romuko                        | Shinshokan            | 2006           | 1              | Befejezve      | Boy’s Love     | 2011           | 1              | Befejezve      |
| Niszekoi                                         | Komi Naosi                         | Shueisha              | 2011           | 11             | Folyamatban    | Shonen Kazé    | 2013           | 5              | Folyamatban    |
| Nude na kadzsicutacsi                            | Kitagava Mijuki                    | Shogakukan            | 2005           | 3              | Befejezve      | Shojo Asuka    | 2009           | 3              | Befejezve      |
| Odzsószama va ojomeszama                         | Hazuki Megumi                      | Shueisha              | 2007           | 18             | Befejezve      | Shojo Kazé     | 2011           | 15             | Folyamatban    |
| Ókami kodomo no Ame to Juki                      | Hoszoda Mamoru Jú                  | Kadokawa Shoten       | 2012           | 3              | Befejezve      | Seinen Kazé    | 2013           | 3              | Befejezve      |
| Okane ga nai                                     | Kószaka Tohru Sinozaki Hitojo      | Outou Shobou Gentosha | 2002           | 9              | Folyamatban    | Boy’s Love     | 2009           | 9              | Folyamatban    |
| Oniszama e…                                      | Ikeda Rijoko                       | Shueisha              | 1975           | 3              | Befejezve      | Classic        | 2013           | 1              | Befejezve      |
| Pepita (Inoue Takehiko Meets Gaudi)              | Inoue Takehiko                     | Nikkei BP             | 2011           | 1              | Befejezve      | Seinen Kazé    | 2013           | 1              | Befejezve      |
| Pin to kona                                      | Simaki Ako                         | Shogakukan            | 2010           | 10             | Folyamatban    | Shojo Kazé     | 2012           | 10             | Folyamatban    |
| Private Prince                                   | Endzsódzsi Maki                    | Shogakukan            | 2005           | 5              | Befejezve      | Shojo Kazé     | 2009           | 5              | Befejezve      |
| Punch Up                                         | Kano Siuko                         | Libre Shuppan         | 2006           | 4              | Befejezve      | Boy’s Love     | 2012           | 4              | Befejezve      |
| Rainbow: Nisa rokubó no sicsinin                 | Kakizaki Maszaszumi George Abe     | Shogakukan            | 2003           | 22             | Befejezve      | Seinen Kazé    | 2010           | 22             | Befejezve      |
| Record of Lodoss War                             | Jamada Akihiro Mizuno Rjo          | Kadokawa Shoten       | 1994           | 1              | Befejezve      | Seinen Kazé    | 2011           | 1              | Befejezve      |
| Reimei no Arcana                                 | Tóma Rei                           | Shogakukan            | 2009           | 13             | Befejezve      | Shojo Kazé     | 2011           | 13             | Befejezve      |
| Rock Lee no szeisun Full-Power ninden            | Taira Kendzsi                      | Shueisha              | 2012           | 6              | Folyamatban    | Kids           | 2012           | 5              | Folyamatban    |
| Sicuren Chocolatier                              | Mizusiro Szetona                   | Shogakukan            | 2009           | 7              | Folyamatban    | Shojo Kazé     | 2010           | 7              | Folyamatban    |
| Sikabane hime                                    | Akahito Josiicsi                   | Square Enix           | 2005           | 21             | Folyamatban    | Shonen Up!     | 2010           | 15             | Folyamatban    |
| Siki                                             | Fudzsiszaki Rjú Ono Fujumi         | Shueisha              | 2008           | 11             | Befejezve      | Shonen Up!     | 2010           | 11             | Befejezve      |
| Silver Diamond                                   | Szugiura Siho                      | Tosuisha              | 2003           | 26             | Befejezve      | Shojo Kazé     | 2009           | 21             | Folyamatban    |
| Sinano kava                                      | Kazuo Kamikura                     | Shonen Gahosha        | 1973           | 3              | Befejezve      | Seinen Asuka   | 2008           | 3              | Befejezve      |
| Sinobi Life                                      | Conami Sóko                        | Akita Shoten          | 2006           | 13             | Befejezve      | Shojo Kazé     | 2007           | 13             | Befejezve      |
| Sinrei gakuen koihenge                           | Kajono                             | Shogakukan            | 2008           | 2              | Befejezve      | Shojo Kazé     | 2010           | 2              | Befejezve      |
| Sirogane no szeija: Hokuto no ken – Toki gaiden  | Nagate Juka Hara Tecuo             | Shinchosha            | 2007           | 6              | Befejezve      | Shonen Kazé    | 2011           | 6              | Befejezve      |
| Sket Dance                                       | Sinohara Kenta                     | Shueisha              | 2007           | 32             | Befejezve      | Shonen Kazé    | 2013           | 10             | Folyamatban    |
| Soul Gadget Radiant                              | Oomori Aoi                         | Kadokawa Shoten       | 2003           | 10             | Befejezve      | Shonen Kazé    | 2011           | 7              | Folyamatban    |
| Sprite                                           | Júgo Isikava                       | Shogakukan            | 2009           | 12             | Folyamatban    | Seinen Kazé    | 2011           | 12             | Folyamatban    |
| Suikoden V                                       | Cuge Mizuki                        | Enterbrain            | 2006           | 4              | Befejezve      | Shonen Game    | 2010           | 4              | Befejezve      |
| Summer Wars                                      | Szugimoto Iqura Szadamoto Josijuki | Kadokawa Shoten       | 2009           | 3              | Befejezve      | Seinen Kazé    | 2010           | 3              | Befejezve      |
| Summer Wars: King Kazma & Queen Oz               | Ueda Jumehito Szadamoto Josijuki   | Kadokawa Shoten       | 2009           | 2              | Befejezve      | Seinen Kazé    | 2011           | 2              | Befejezve      |
| Sakamicsi no Apollon                             | Kodama Juki                        | Shogakukan            | 2007           | 9              | Befejezve      | Shojo Kazé     | 2013           | 7              | Folyamatban    |
| Szeikon no Qwaser                                | Szató Kenecu Josino Hirojuki       | Akita Shoten          | 2006           | 18             | Folyamatban    | Shonen Kazé    | 2008           | 15             | Folyamatban    |
| Szeito no sucsó kjósi no honbun                  | Takakura Rov                       | Biblos                | 2001           | 1              | Befejezve      | Boy’s Love     | 2011           | 1              | Befejezve      |
| Szengoku Basara 3: Roar of Dragon                | Óga Aszagi                         | Shueisha              | 2008           | 3              | Folyamatban    | Shonen Game    | 2012           | 3              | Folyamatban    |
| Szoba ni oitene                                  | Szakuragi Jaja                     | Libre Shuppan         | 2005           | 1              | Befejezve      | Boy’s Love     | 2011           | 1              | Befejezve      |
| Szodzsó no koi va nido haneru                    | Mizushiro Szetona                  | Shogakukan            | 2009           | 1              | Befejezve      | Boy’s Love     | 2009           | 1              | Befejezve      |
| Szókoku no garó: Hokuto no ken – Rei gaiden      | Nekoi Jaszujuki                    | Shinchosha            | 2007           | 6              | Befejezve      | Shonen Kazé    | 2010           | 6              | Befejezve      |
| Tanbisugi                                        | Motoni Modoru                      | Libre Shuppan         | 2009           | 1              | Befejezve      | Boy’s Love     | 2011           | 1              | Befejezve      |
| Ten no haó – Hokuto no ken: Raó gaiden           | Oszada Jókó Hara Tecuo             | Shinchosha            | 2006           | 5              | Befejezve      | Shonen Asuka   | 2008           | 5              | Befejezve      |
| Terra Formars                                    | Tacsibana Kenicsi Szaszuga Jú      | Shueisha              | 2011           | 8              | Folyamatban    | Seinen Game    | 2013           | 6              | Folyamatban    |
| Thomas no sinzó                                  | Hagio Moto                         | Shogakukan            | 1974           | 3              | Befejezve      | Classic        | 2012           | 1              | Befejezve      |
| Tiger & Bunny                                    | Szakakibara Mizuki                 | Kadokawa Shoten       | 2011           | 6              | Folyamatban    | Shonen Kazé    | 2012           | 6              | Folyamatban    |
| Time Killers                                     | Kató Kazue                         | Shueisha              | 2000           | 1              | Befejezve      | Shonen Kazé    | 2012           | 1              | Befejezve      |
| Tista                                            | Endo Tacuja                        | Shueisha              | 2007           | 2              | Befejezve      | Shonen Up!     | 2010           | 2              | Befejezve      |
| Toki no maigo o szagasite!                       | Minazuki Jú                        | Libre Shuppan         | 2010           | 1              | Befejezve      | Boy’s Love     | 2011           | 1              | Befejezve      |
| Toki vo kakeru sódzso                            | Kotone Ranmaru                     | Kadokawa Shoten       | 2006           | 1              | Befejezve      | Seinen Asuka   | 2008           | 1              | Befejezve      |
| Toriko                                           | Simabukuro Micutosi                | Shueisha              | 2008           | 29             | Folyamatban    | Shonen Kazé    | 2011           | 17             | Folyamatban    |
| Ucsi no tantei sirimaszen ka?                    | Kaszaragi Hirotaka                 | Libre Shuppan         | 2007           | 1              | Befejezve      | Boy’s Love     | 2011           | 1              | Befejezve      |
| Vampires                                         | Tezuka Oszamu                      | Akita Shoten          | 1966           | 1              | Befejezve      | Classic        | 2011           | 1              | Befejezve      |
| Vanilla Star                                     | Mijamoto Kano                      | Libre Shuppan         | 2008           | 1              | Befejezve      | Boy’s Love     | 2011           | 1              | Befejezve      |
| Walkin’ Butterfly                                | Tamaki Csihiro                     | Ohzora Shuppan        | 2005           | 4              | Befejezve      | Shojo Asuka    | 2008           | 4              | Befejezve      |
| World Embryo                                     | Morijama Daiszuke                  | Shonen Gahosha        | 2006           | 11             | Folyamatban    | Seinen Kazé    | 2007           | 10             | Folyamatban    |
| X-Day                                            | Mizusiro Szetona                   | Akita Shoten          | 2002           | 2              | Befejezve      | Shojo Asuka    | 2005           | 2              | Befejezve      |
| Yebisu Celebrities                               | Fuva Sinri Ivamoto Koru            | Libre Shuppan         | 2004           | 5              | Befejezve      | Boy’s Love     | 2010           | 5              | Befejezve      |
| Yellow                                           | Tateno Makoto                      | Biblos                | 2002           | 4              | Befejezve      | Boy’s Love     | 2013           | 2              | Folyamatban    |
| Zombie-Loan                                      | Peach-Pit                          | Square Enix           | 2003           | 13             | Befejezve      | Shonen Kazé    | 2008           | 13             | Befejezve      |
| Frissítve: 2014. március 31.                     |                                    |                       |                |                |                |                |                |                |                |